# EAROM
EAROM (Electrically Alterable Read Only Memory; Memoria de sólo lectura, alterable eléctricamente). Estas se borran eléctricamente, mediante impulsos siempre idénticos para todas las celdas de memoria. Es importante observar que las EA-ROM, debido a que su tiempo de lectura y escritura difieren bastante (un milisegundo para la escritura y un microsegundo para la lectura), sólo se utilizan cuando basta con memorizar un número reducido de parámetros de vez en cuando pero con poca frecuencia. Para terminar hablaremos de la tecnología de fabricación de las ROM. En las ROM y en las PROM se suele utilizar la técnica bipolar que es más rápida, y que sobre todo, permite la compatibilidad de las ROM y de las PROM a nivel de pins. En las EPROM, RPROM y EA-ROM se utiliza la tecnología MOS (para la EAROM,en concreto se utiliza la MNOS).
Se trata de un tipo de memoria ROM, que por software sólo podemos acceder a sus datos, pero que puede ser modificada mediante procesos electrónicos sin antes haberla borrado.
- Datos: Q5059412